# Typhonium penicillatum
Typhonium penicillatum är en kallaväxtart som beskrevs av Van Dzu Nguyen och Wilbert Leonard Anna Hetterscheid. Typhonium penicillatum ingår i släktet Typhonium och familjen kallaväxter. IUCN kategoriserar arten globalt som akut hotad.
Artens utbredningsområde är Vietnam. Inga underarter finns listade.